# Marek Bieńczyk
Marek Bieńczyk (ur. 6 lipca 1956 w Milanówku) – polski pisarz, historyk literatury, tłumacz z języka francuskiego, eseista, współpracownik „Tygodnika Powszechnego”; enolog.
Studiował romanistykę na Uniwersytecie Warszawskim. Pracuje jako historyk literatury w Instytucie Badań Literackich Polskiej Akademii Nauk. Wykłada też w Studium Literacko-Artystycznym na Uniwersytecie Jagiellońskim w Krakowie. Jest współpracownikiem francuskiego kwartalnika „L’atelier du roman”. Znawca literatury polskiego romantyzmu i współczesnej humanistyki francuskiej. Jego debiutem naukowym była rozprawa Czarny człowiek. Zygmunt Krasiński wobec śmierci (1990).
Jest członkiem International Federation of Wine and Spirits Journalists and Writers (F.I.J.E.V.), współpracuje z krakowskim Collegium Vini. Publikował i publikuje cykle felietonów na temat wina m.in. w „Magazynie” „Gazety Wyborczej”, „Przekroju”, miesięczniku „Forbes”, dwumiesięczniku „Magazyn Wino” i miesięczniku „Kuchnia”. Wraz z Wojciechem Bońkowskim stworzył pierwszy polski przewodnik enologiczny Wina Europy.
7 października 2012 został laureatem Nagrody Literackiej „Nike” za zbiór esejów Książka twarzy. Za książkę Książę w cukierni otrzymał nagrodę Graficzna Książka Roku 2013 (polska sekcja IBBY). W 2019 został nominowany do Nagrody Literackiej „Nike” za zbiór esejów Kontener.
10 grudnia 2023 roku otrzymał Nagrodę Literacką im. Juliana Tuwima. W 2025 roku otrzymał Nagrodę Literacką Warszawy w kategorii „Warszawski twórca”. 
Marek Bieńczyk należy do Stowarzyszenia Unia Literacka.

## Tłumaczenia
Jest przede wszystkim tłumaczem książek Milana Kundery (m.in. Nieśmiertelność; Powolność; Tożsamość; Niewiedza; Święto nieistotności; eseje), a także Emila Ciorana i Rolanda Barthes’a.

## Twórczość literacka
- Terminal, Państwowy Instytut Wydawniczy, Warszawa 1994 (ISBN 83-06-02387-0);
- Tworki, Wydawnictwo Sic!, Warszawa 1999 (wyd. II 2007) (ISBN 83-86056-56-8) – nominacja do Nagrody Literackiej Nike 2000, Nagroda Literacka im. Władysława Reymonta za książkę roku w 2000 r., Paszport „Polityki” w 1999 r.
- Rondo Wiatraczna, Wydawnictwo Karakter, Kraków 2025 (ISBN 978-83-68059-52-6)

## Zbiory esejów
- Szybko i szybciej – eseje o pośpiechu w kulturze, Warszawa 1996 (ISBN 83-85605-81-9)
- Czarny człowiek. Krasiński wobec śmierci, Instytut Badań Literackich PAN, Warszawa 1990 (ISBN 83-88560-26-3) – Nagroda Fundacji im. Górskich
- Melancholia. O tych co nigdy nie odnajdą straty, Wydawnictwo Sic!, Warszawa 1998 (ISBN 83-86056-72-X) – wyróżnienie Fundacji Kultury, nominacja do Nagrody Literackiej Nike 1999
- Oczy Dürera. O melancholii romantycznej, Wydawnictwo Sic!, Warszawa 2002 (ISBN 83-88807-09-9) – nominacja do Nagrody Literackiej Nike 2003[10]
- Przezroczystość, Wydawnictwo Znak, Kraków 2007 (ISBN 978-83-240-0838-4)
- Książka twarzy, Świat książki – Weltbild Polska, Warszawa 2011 (ISBN 978-83-247-2472-7) – Nagroda Literacka Nike 2012[4]
- Jabłko Olgi, stopy Dawida, Wielka Litera, Warszawa 2015 (ISBN 978-83-8032-007-9)
- Kontener, Wielka Litera, Warszawa 2018 (ISBN 978-83-8032-281-3) – nominacja do Nagrody Literackiej Nike 2019

## Publikacje o tematyce enologicznej
- Kroniki wina, Wydawnictwo Sic!, Warszawa 2001 (ISBN 83-86056-93-2)
- Wina Europy 2003/2004, Wiedza i Życie, Warszawa 2003 (ISBN 83-7184-224-4)
- Wina Europy 2005/2006, Wiedza i Życie – Hachette Livre Polska, Warszawa 2005 (ISBN 83-7184-268-6)
- Wina Europy 2009, Warszawa 2008 (ISBN 83-7448-668-6)
- Nowe Kroniki Wina, Świat Książki, Warszawa 2010 (ISBN 978-83-247-1973-0)
- Wszystkie kroniki wina, Wielka Litera, Warszawa 2018 (ISBN 978-83-8032-298-1)

## Książki dla dzieci
- Nussi i coś więcej, il. Adam Wójcicki, Wrocław 2012
- Książę w cukierni, il. Joanna Concejo, Wrocław 2013